# 1702 en architecture
| Années de l'architecture : 1699 - 1700 - 1701 - 1702 - 1703 - 1704 - 1705    |
| Décennies de l'architecture : 1670 - 1680 - 1690 - 1700 - 1710 - 1720 - 1730 |

Cet article présente les faits marquants de l'année 1702 en architecture.

## Réalisations
- Le palais de Buckingham est construit en tant que résidence londonienne du duc de Buckingham.
- Construction de la place d'Addiscombe par l'architecte Sir John Vanbrugh (connu pour le palais de Blenheim).
- À Bhaktapur au Népal, construction du temple Nyatapola (en), une pagode sur cinq niveaux, autour de l'an 1702 par le roi Bhupatindra Malla.
- Construction de la Thompson-Neely House (en) en Pennsylvanie.

## Événements
- x

## Naissances
- 14 mai : Nicolas Nicole († 22 janvier 1784).

## Décès
- x